# Chrystia Kolessa
Chrystia Kolessa   (Viena, 15 d'octubre de 1915 - Ottawa, 22 de juliol de 1978) fou un virtuós violoncel·lista i pedagog musical.

## Biografia
Filla d'Oleksander Kolessa, deixeble d'Hugo Becker, va donar els seus primers concerts a l'edat de deu anys el 1926 viatjant per Europa i posteriorment per Amèrica del Nord. Va emigrar al Canadà el 1948.
El seu repertori inclou, entre d'altres, obres de compositors ucraïnesos, especialment V. Barvinsky, M. Formenko i A. Rudnytsky. Diversos dels seus concerts han estat gravats per Elektra Records.
Chrystia Kolessa solia ser sol·licitada pel jurat de concursos, sobretot al Kiwanis Music Festival de Toronto i Ottawa, a més de jutge per als exàmens del Conservatori de música de Toronto.
Chrystia Kolessa provenia d'una famosa família musical de Lviv, Ucraïna.
El seu oncle Filaret Kolessa, etnomusicòleg, es va dedicar a la investigació de la música ucraïnesa. El seu cosí Mikola Kolessa va ser un compositor i director d'orquestra ucraïnès del segle xx. La seva germana, Lubka Kolessa, va ser pianista i professora en diverses institucions musicals, especialment "Joan d'Arc" a Ottawa, a la Universitat de Toronto, al Conservatori de Québec i a la Universitat McGill.